# Becedillas (kommunhuvudort)
Becedillas är en kommunhuvudort i Spanien.   Den ligger i provinsen Provincia de Ávila och regionen Kastilien och Leon, i den centrala delen av landet, 140 km väster om huvudstaden Madrid. Becedillas ligger 1 069 meter över havet och antalet invånare är 156.
Terrängen runt Becedillas är kuperad österut, men västerut är den platt. Runt Becedillas är det mycket glesbefolkat, med 3 invånare per kvadratkilometer. Närmaste större samhälle är Santa María del Berrocal, 7,5 km väster om Becedillas. Trakten runt Becedillas består till största delen av jordbruksmark.